# Vladimir Maiakovski
Vladimir Vladimirovitch Maiakovski (em russo:  Владимир Владимирович Маяковский; Baghdati, Império Russo, 19 de julho de 1893 — Moscou, Rússia, 14 de abril de 1930), também chamado de "o poeta da Revolução",  foi um poeta, dramaturgo e teórico russo, frequentemente citado como um dos maiores poetas do século XX, ao lado de Ezra Pound e T.S. Eliot, bem como "o maior poeta do futurismo".

## Biografia
Vladimir Vladimirovitch Mayakovsky nasceu e passou a infância na aldeia de Baghdati, nos arredores de Kutaíssi, na Geórgia, Império Russo. Lá cursou o ginásio e, após a morte súbita do pai, a família ficou na miséria e transferiu-se para Moscou, onde Vladimir continuou seus estudos.
Fortemente impressionado pelo movimento revolucionário russo e impregnado desde cedo de obras socialistas, ingressou aos quinze anos na organização bolchevique do Partido Social-Democrático Operário Russo. Detido em duas ocasiões, foi solto por falta de provas, mas em 1909-1910 passou onze meses na prisão. Entrou na Escola de Belas Artes, onde se encontrou com David Burliuk, que foi o grande incentivador de sua iniciação poética. Os dois amigos fizeram parte do grupo fundador do assim chamado cubo-futurismo russo, ao lado de Khlebnikov, Kamiênski e outros. Foram expulsos da Escola de Belas Artes. Procurando difundir suas concepções artísticas, realizaram viagens pela Rússia.
Após a Revolução de Outubro, todo o grupo manifestou sua adesão ao novo regime. Durante a Guerra Civil, Maiakovski se dedicou a desenhos e legendas para cartazes de propaganda e, no início da consolidação do novo Estado, exaltou campanhas sanitárias, fez publicidade de produtos diversos, etc. Fundou em 1923 a revista LEF (de Liévi Front, Frente de Esquerda), que reuniu a “esquerda das artes”, isto é, os escritores e artistas que pretendiam aliar a forma revolucionária a um conteúdo de renovação social.
Fez numerosas viagens pelo país, aparecendo diante de vastos auditórios para os quais lia os seus versos. Viajou também pela Europa Ocidental, México e Estados Unidos. Entrou frequentemente em choque com os "burocratas" e com os que pretendiam reduzir a poesia a fórmulas simplistas. Foi homem de grandes paixões, arrebatado e lírico, épico e satírico ao mesmo tempo. Era fanático pela equipe de futebol Spartak Moscou.[carece de fontes?]
Oficialmente, suicidou-se com um tiro em 1930, sem que isto tivesse relação alguma com sua atividade literária e social. Tal fato tem sido questionado, pois na época o poeta estaria sendo pressionado pelos programas oficiais que desejavam instaurar uma literatura simplista e dita realista, dirigidos por Viatcheslav Molotov, que teria perseguido antigos poetas revolucionários como Maiakovski. Em vista disso, aponta-se a possibilidade real de um suicídio forjado por motivos políticos. 

## Obra
Sua obra, profundamente revolucionária na forma e nas idéias que defendeu, apresenta-se coerente, original, veemente, una. A linguagem que emprega é a do dia a dia, sem nenhuma consideração pela divisão em temas e vocábulos “poéticos” e “não-poéticos”, a par de uma constante elaboração, que vai desde a invenção vocabular até o inusitado arrojo das rimas.
Fazendo parte do grupo "Hylaea", que daria origem ao chamado cubo-futurismo, seu primeiro livro de poemas, no entanto, seria de estética influenciada pelo simbolismo, e nunca chegaria a público, tendo sido escrito quando o poeta estava na prisão e apreendido pela polícia no momento da sua libertação.
Aproximando-se de David Burliuk na década de 1910, passa a escrever em um estilo aproximado do cubismo e do futurismo, influenciado pelo primitivismo eslavista e pela linguagem transracional de Velimir Khlebnikov e outros, repleto de imagística urbana e surpreendente, com um certo ar impressionista e, ainda, simbolista. Esta fase de sua poesia é a mais apreciada por poetas como Boris Pasternak, em função de ainda manter alguns recursos simbolistas e métrica rigorosa em alguns poemas. A Nuvem de Calças é um de seus poemas mais conhecidos desse período.
Em seguida, já na década de 1920, sua poesia, apesar de haver uma continuidade no que diz respeito à inovação rítmica, a rimas inusitadas, ao uso da fala cotidiana e mesmo de imagens inusitadas, assume um tom direto.
Ao mesmo tempo, o gosto pelo desmesurado, o hiperbólico, alia-se em sua poesia desta época à dimensão crítico-satírica. Criou longos poemas e quadras e dísticos que se gravam na memória. Traduções sem preocupação com a forma dos poemas produzidos nesta época têm dado ao público uma imagem errônea do poeta, fazendo-o parecer um "gritador".
Na realidade, era um poeta rigoroso, que chegava a reescrever sessenta vezes o mesmo verso e recolhia muito material informativo e linguístico para posterior uso nos seus poemas. Criou também ensaios sobre a arte poética e artigos curtos de jornal; peças de forte sentido social e rápidas cenas sobre assuntos do dia; roteiros de cinema arrojados e fantasiosos e breves filmes de propaganda.
Tem exercido influência profunda em todo o desenvolvimento da poesia russa moderna, bem como sobre outros poetas e movimentos no mundo inteiro, como Hamid Olimjon, Nazım Hikmet, Hedwig Gorski, Vasko Popa. O cantor e compositor João Bosco gravou sua poesia E Então, Que Quereis...? nos álbuns Bosco, de 1989, e Acústico MTV (João Bosco), de 1992, no qual passou a incluir a poesia como prelúdio da canção Corsário.

## Repercussão
Uma versão do poema O Amor, de Maiakovski, foi musicada pelo compositor e cantor Caetano Veloso em parceria com Ney Costa Santos e gravada, em 1981, pela cantora Gal Costa, tendo por base a tradução brasileira de sua obra feita pelo poeta concretista Haroldo de Campos. A gravação, intitulada O Amor (Sobre O Poema De Vladimir Maiakovski), obteve grande sucesso e ajudou a difundir Maiakovski no Brasil.